# TAI Anka
TAI Anka – turecki bezzałogowy aparat latający (UAV – unmanned aerial vehicle), klasy MALE (ang. Medium-Altitude Long-Endurance; pol. średni pułap i duża długotrwałość lotu) produkcji firmy Turkish Aerospace Industries, nad którym pracę rozpoczęto w latach 90. XX wieku.

## Historia
Anka (Feniks) jest pierwszym tureckim bezzałogowym aparatem latającym klasy MALE. Kontrakt na budowę aparatu firma podpisała z ministerstwem obrony narodowej w grudniu 2004 roku. Celem programu było uniezależnienie się od zagranicznych dostawców tego typu samolotów. Przewidywano budowę dwóch wersji aparatu: Anka-A, wersji rozpoznawczej oraz Anka-B, wersji zdolnej do przenoszenia uzbrojenia. Wstępne plany zakładały rozpoczęcie w 2012 roku produkcji seryjnej, o ile badania i próby w locie przebiegałyby pomyślnie. W maju 2008 roku gotowy był wstępny projekt samolotu i systemów naziemnych, w czerwcu następnego roku dokonano oceny projektu, a w lipcu 2010 roku ukończono badania naziemne. 
Do pierwszego lotu maszyna wzbiła się 30 grudnia 2010 roku. W 2012 roku podjęto decyzje o zakupie 10 aparatów w wersji rozpoznawczej, pierwsze trzy miały trafić do armii tureckiej w tym samym roku. Celem zakupu jest ocena przydatności maszyn i warunków ich eksploatacji. Aparaty mają zostać użyte między innymi do monitorowania ruchów i wykrywania pozycji kurdyjskich partyzantów z Partii Pracujących Kurdystanu. 25 października 2013 roku zakup został sfinalizowany, plany zakładają realizację zamówienia do końca 2018 roku.

## Konstrukcja
Anka jest kompozytowym górnopłatem z pojedynczym silnikiem o zapłonie samoczynnym Centurion 2S o mocy 155 KM na poziomie morza, napędzającym umieszczone na końcu kadłuba śmigło pchające, i motylkowym usterzeniem. Podwozie chowane, trójpodporowe z przednim podparciem. Golenie podwozia głównego i przedniego składane elektromechanicznie do tyłu. W maszynie prototypowej optoelektroniczna głowica obserwacyjna zamontowana jest pod kadłubem w jego dziobowej części.

## Użytkownicy
W trakcie odbywających się w dniach 4–8 marca 2020 roku targów International Air and Defence Exhibition (IADE) w Dżerbie w Tunezji, podpisano umowę na zakup sześciu aparatów TAI/TUSAŞ Anka-S, trzy naziemne stację kontroli oraz kierowaną amunicję przez Tunezję. 3 lutego 2023 roku Indonezja podpisała umowę na zakup tuzina tureckich bezzałogowców, symulatora lotów, stacji kontroli, wyposażenia naziemnego, wyszkolenia personeli i wsparcia logistycznego oraz gwarancji na 24 miesiące lub 600 godzin lotu. Informacja o zawarciu umowy została upubliczniona przez Indonezję 1 sierpnia 2023 roku. Indonezja jest kolejnym użytkownikiem TAI Anka, który znalazł się już w siłach zbrojnychAlgierii, Kazachstanu, Malezji i Czadu.